# Энтропийное кодирование
Энтропийное кодирование — кодирование последовательности значений с возможностью однозначного восстановления с целью уменьшения объёма данных (длины последовательности) с помощью усреднения вероятностей появления элементов в закодированной последовательности.
Предполагается, что до кодирования отдельные элементы последовательности имеют различную вероятность появления. После кодирования в результирующей последовательности вероятности появления отдельных символов практически одинаковы (энтропия на символ максимальна).
Различают несколько вариантов кодов:
- Сопоставление каждому элементу исходной последовательности различного числа элементов результирующей последовательности. Чем больше вероятность появления исходного элемента, тем короче соответствующая результирующая последовательность. Примером могут служить код Шеннона — Фано, код Хаффмана,
- Сопоставление нескольким элементам исходной последовательности фиксированного числа элементов конечной последовательности. Примером является Кодирование Танстелла.
- Другие структурные коды, основанные на операциях с последовательностью символов. Примером является кодирование длин серий.
- Если приблизительные характеристики энтропии потока данных предварительно известны, может быть полезен более простой статический код, такой как унарное кодирование, гамма-код Элиаса, код Фибоначчи, код Голомба или кодирование Райса.

Согласно теореме Шеннона, существует предел сжатия без потерь, зависящий от энтропии источника. Чем более предсказуемы получаемые данные, тем лучше их можно сжать. Случайная независимая равновероятная последовательность сжатию без потерь не поддаётся.